# 옥삼산염

옥살산염(C_{2}H_{2}NO_{3}^{−})의 화학 구조

옥삼산염(영어: oxamate)은 옥삼산의 염이다. 옥사메이트라고도 한다. 옥삼산염은 분자식이 C2H2NO3−이며, 피루브산의 등배전자체이다. 옥삼산염은 젖산 탈수소효소의 경쟁적 저해제이다. 옥삼산염은 젖산 탈수소효소를 저해함으로써 젖산 생성을 중단시키는 능력을 가진 가능한 피루브산 유사체이며, 효과적으로 피루브산이 젖산으로 전환되는 과정을 중단시킨다.
옥삼산염(젖산 탈수소효소의 저해제)와 펜포르민(펜에틸바이구아나이드, 항당뇨병제)를 함께 사용하여 테스트했으며, 이 조합이 잠재적인 항암 특성을 갖는 것으로 나타났다. 펜포르민 단독 투여시 젖산산증의 발생률이 높다. 피루브산이 젖산으로 전환되는 것을 방지하는 옥삼산염의 고유의 능력으로 인해 옥삼산염을 사용하여 펜포르민의 부작용을 상쇄할 수 있다.
옥삼산염은 또한 시트르산 회로의 중요한 대사 중간생성물인 옥살로아세트산과 함께 저해제 역할을 한다. 옥삼산염은 카복실기전이효소 도메인의 활성 부위에 대해 경쟁하고 결합하며 피루브산 카복실화효소에 의한 옥살로아세트산의 탈카복실화 반응을 역전시킨다.

## 같이 보기
- 옥삼산